# Paenula paupercula
Paenula paupercula är en spindelart som beskrevs av Simon 1897. Paenula paupercula ingår i släktet Paenula och familjen jättekrabbspindlar.
Artens utbredningsområde är Ecuador. Inga underarter finns listade i Catalogue of Life.